# クリーピング・デス
「クリーピング・デス」（Creeping Death）は、アメリカ合衆国のヘヴィメタル・バンド、メタリカが1984年に発表した楽曲。メンバー4人が共作した。スタジオ・アルバム『ライド・ザ・ライトニング』に収録され、シングル・カットされた。

## 解説
歌詞はモーセを題材としており、映画『十戒』を観ていた時に、クリフ・バートンが「クリーピング・デス」という言葉を思いついた。この曲のリフは、カーク・ハメットがエクソダスのメンバーだった頃に作った未発表曲「Die by the Sword」が元になっている。ライヴにおいては、アルバム『ライド・ザ・ライトニング』のリリースより8か月以上早い1983年11月4日から演奏されている。
シングルにはダイアモンド・ヘッドのカヴァー「アム・アイ・イーヴィル?」とブリッツクリーグのカヴァー「ブリッツクリーグ」がカップリング曲として収録された。これら2曲は、1998年にリリースされたアルバム『ガレージ・インク』にも収録されている。また、後にシングル「ジャンプ・イン・ザ・ファイアー」収録の3曲も追加したEPとしてもリリースされている。
2013年、『ギター・ワールド』誌の企画「The 100 Greatest Metallica Songs of All Time」において、この曲が1位となった。

## カヴァー
- アポカリプティカ - アルバム『メタリカ・クラシックス』（1996年）に収録。
- ブレット・フォー・マイ・ヴァレンタイン - ケラング!誌によるオムニバス・アルバム『Higher Voltage - Another Brief History Of Rock』（2007年）に提供。
- RAZORS EDGE - トリビュート・アルバム『METAL-IKKA〜メタル一家』（2008年）に提供[6]。